# ストーンウォール (映画)
『ストーンウォール』（Stonewall）は、2015年のアメリカ合衆国のドラマ映画。ローランド・エメリッヒが監督、ジョン・ロビン・ベイツが脚本を務めた。ニューヨークでのゲイ解放運動を促した1969年のストーンウォールの反乱を背景に、架空のゲイ青年の成長を描く。

## ストーリー
映画は架空の白人ゲイ青年ダニー・ウィンターズ（ジェレミー・アーヴァイン）の成長譚の形式を採る。1960年代暮れ、ダニーは故郷インディアナ州の保守的な地域で同性愛者であることが発覚し、父親から勘当されたため、入学予定のコロンビア大学があるニューヨークへやって来る。無一文のダニーはグリニッジ・ヴィレッジのクリストファー・ストリートに居場所を見つけ、貧しいクィアの若者たちと親しくなるとともに、警察による彼らへの激しい暴行を目の当たりにする。
ダニーは友人レイ（ジョニー・ボーシャン）らに連れられて入ったバー、ストーンウォール・インで年上の男トレバー（ジョナサン・リース＝マイヤーズ）と出会い、ダンスに誘われる。しかしその夜バーは警察のガサ入れに遭い、警察はレイら客を逮捕する。異性装をしていなかったために逮捕を免れたダニーは、翌日解放されたレイを迎えに行く。生活に困窮したダニーは売春に手を出し、中年男にフェラチオをされながら屈辱の表情を浮かべる。次にダニーは会員であるトレバーに誘われて、ラディカリズムとは一線を画し穏健的な方法でゲイの権利の獲得を目指すマタシン協会の会合に出席し、その日トレバーと一夜を共にする。
しかしダニーは間もなくストーンウォールでトレバーが別の若い男といるのを発見し、傷心のうちに街を去ることを決意する。しかしその矢先、彼はストーンウォールを経営するエド・マーフィー（ロン・パールマン）の画策によって誘拐され、高級売春組織に強制的に斡旋されそうになる。ダニーはレイによって救出され、二人はストーンウォールに行きマーフィーに詰め寄る。この夜警察はストーンウォールを急襲し、一部の客を逮捕する。他の残りの客とともに路上に放り出されたダニーは、トレバーの制止を振り切ってストーンウォールにレンガを投げ込み、「ゲイ・パワー！」と叫ぶ。これに触発された群衆は警官たちを攻撃し、警官たちはストーンウォール内に立てこもって応戦する。
1年後、大学での初年度を終えたダニーは故郷に戻り、妹（ジョーイ・キング）に彼がニューヨークのゲイ解放マーチに参加する予定であることを伝える。映画はパレード当日、旧友たちと再会し行進するダニーが路肩に妹の姿を認めたところで幕を閉じる。

## キャスト
※括弧内は日本語吹替版のキャスト
- ダニー・ウィンターズ - ジェレミー・アーヴァイン（梶裕貴[3]）
- レイ / ラモーナ - ジョニー・ボーシャン（金野潤）
- フィービ・ウィンターズ - ジョーイ・キング（孫崎純）
- アニー - ケイレブ・ランドリー・ジョーンズ（加藤ルイ）
- シーモア・パイン - マット・クレイヴン（相樂真太郎）
- コーチ・ウィンターズ - デヴィッド・キュービット
- トレバー - ジョナサン・リース＝マイヤーズ（手塚ヒロミチ）
- コンガ - ウラジミール・アレクシス（市橋尚史）
- クワイエット・ポール - ベン・サリヴァン（岡本和浩）
- ジョイス・ウィンターズ - アンドレア・フランクル（田中聡美）
- ボブ・コーラー - パトリック・ギャロウ（瀧村直樹）
- リー - アレックス・C・ナチ（白石智起）
- ジョー -  カール・グルスマン（藤田将利）
- マーシャ・P・ジョンソン - オトージャ・アビット（綿貫竜之介）
- エド・マーフィー - ロン・パールマン（山下大毅）

## 製作
2013年4月、ローランド・エメリッヒは本作の企画について語り、「ニューヨークのストーンウォールの反乱に関する1200〜1400万ドル程度の小さな映画をやるかもしれない。クレイジーな若者たちの話で、一人の田舎者が彼らの仲間に入って、最終的には反乱を始めて世界を変えるんだ」と述べた。2014年3月31日には本作がモントリオールで撮影されることが発表された。2014年4月9日、ジェレミー・アーヴァインの出演が判明した。2014年6月3日に主要撮影が始まり、同時にジョナサン・リース＝マイヤーズ、ロン・パールマン、ジョーイ・キングがキャストに加わったことが発表された。エメリッヒは当初ニューヨークでの撮影を望んでいたが、予算の都合上断念した。

## 公開
2015年3月にロードサイド・アトラクションズが本作の配給権を獲得した。2015年7月、公開日が2015年9月25日に決定した。127館で公開された本作はオープニング週末に11万2414ドルを売り上げ、一館あたり871ドルという「悲惨な」数字を残した。
日本では2016年12月24日に公開され、字幕版のほか、日本語吹替え版も上映された。

## 評価
本作に対する批評家の反応は否定的である。Rotten Tomatoesは66件の批評に基づき、高評価の割合を9%、評価の平均を3.6/10、批評家の総意を「平凡な成長譚ドラマとしては、『ストーンウォール』は単に退屈で散漫である――しかし、米国史の重大な出来事を描写する試みとしては、それは侮辱的なまでに悪質である」としている。Metacriticは27件の批評に基づき、30/100という「概ね不評」の値を示している。
『ヴァニティ・フェア』のリチャード・ローソンは映画を「どうかするほど、頭が麻痺するほど粗末」、脚本を「憂わしいほど不器用」、美術を「1960年代末のクリストファー・ストリートがセサミストリートに見える」と形容し、「エメリッヒは前世紀の最も政治的意味合いの強い時代の一つを、凡庸で浅薄な成長譚に変えてしまった」「実際のストーンウォールの英雄であるマーシャ・P・ジョンソンはわずかな時間しか画面に登場せず、それも完璧なコミックリリーフとして扱われている」と述べた。ローソンによれば、ジョンソンの扱いは本作の非白人および「非ブッチ」のキャラクターに対する敬意の欠如の一端であり、こうした人たちは「最小の、頭を撫でる程度の注意しか払われ」ず、映画は反乱を「白人的で、異様に異性愛規範的なレンズ越しに」描いているという。
『ニューヨーク・タイムズ』のスティーヴン・ホールデンは、映画は「グリニッジ・ヴィレッジの路上生活を支配した陶酔的な野性と恐怖の混淆を思い起こさせることに関してはそれなりに良い仕事をしている」としたものの、「映画がありきたりな白人の騎士を創作して、最初にレンガを窓に投げて反乱を焚きつけさせたことは、歴史を作った人々からその歴史を横奪することに等しい」と述べた。「ローランド・エメリッヒの恐ろしい『ストーンウォール』に投げるレンガがこの世には足りない」と題されたGawkerの記事でリッチ・ジュズウィアックは、本作は「形式上の一貫性に欠け」、「『ストーンウォール』を観て同性愛について学べることは『おしゃれキャット』(The Aristocats) を観て貴族階級 (aristocrat) について学べることぐらいしかない」と述べた。『シカゴ・トリビューン』のマイケル・フィリップスによると、「エメリッヒは『紀元前1万年』よりも歴史考証上不正確な映画を作った」が、それ以上に本作が問題なのは「あらゆる誤ったクリシェを取り込んでいること」であり、それは「絶望的なニュアンスの欠如の中で、ほぼすべての演技を苛んでいる」という。
ストーンウォールの反乱に参加したマーク・シーガルは『PBSニュースアワー』に寄せ、「『ストーンウォール』は、その白人で男性で月並みなまでに美形の主人公が中心でない歴史には、一切興味を示さない。反乱に参加しゲイ解放前線の創設に携わった女性たちのことはほぼすべて置き去りにしている。ゲイ解放前線には若者、トランスの人々、レズビアン分離主義者など、我々のコミュニティのあらゆる範囲の人々が含まれていた」と述べた。
ストーンウォールの歴史研究家デイヴィッド・カーターは『ガーディアン』に、映画は「非常に粗悪で不正確な描写」であると語った。ストーンウォールの反乱に参加したトーマス・ラニガン＝シュミットも、「路上の若者が物事の原動力であったこと」や警察の同性愛者に対する残忍さの描写は正確だと認めたものの、登場人物の行動や美術デザインなどに関して映画は不正確だと批判した。

### 批判
本作は本編公開前の予告編の段階から、有色人種やドラァグクイーン、ブッチレズビアン、トランス女性といったストーンウォールの反乱に大きく関与した社会的少数者の描写を欠いているとして批判の対象となった。エメリッヒはこれに対し、「映画は一部の人たちが思っているよりもずっと人種的・性的に多様だ」と述べていた。
主演のジェレミー・アーヴァインも、歴史上の重要な人物が省略されたりホワイトウォッシュされたりしているとの批判に反論した。アーヴァインはInstagramに投稿し、「先週 #StonewallMovie を初めて観たが、本作の多様性について懸念を持っている人には、この歴史上最も重要な公民権運動の一つに不可欠だった人種や社会格差のほとんどすべてが描かれていることを保障できる。マーシャ・P・ジョンソンは映画の重要な一部分であり、反乱で誰が最初にレンガを投げたのかの証言同士には大きく食い違いがあるものの、反乱シーンで最初にレンガを持ち出すのは、才能豊かなヴラディミール・アレクシス演じる、架空の黒人のトランスヴェスタイトのキャラクターだ」と述べた。
映画の本編に対して寄せられた批判に対して、エメリッヒは主人公を白人にしたことについて「私はゲイの人々だけに向けてこの映画を作ったのではない。ストレートの人々向けでもある」「監督は自分の映画に自分自身を投影しなければならず、そして私は白人のゲイだ」と述べた。
『アドボケート』誌は2015年の「今年の人物」の最終候補に、「映画『ストーンウォール』への反乱者たち」を選んだ。
2016年、エメリッヒは本作の失敗について「私の映画は、彼らがこうだと言っていたものの正反対だ。映画は政治的に正しかった。黒人やトランスジェンダーの人々もいた。我々は予告編を見て『これはストーンウォールをホワイトウォッシュしてる』と言ったインターネットの一つの声に押し潰されただけだ。皆正直になろう、ストーンウォールは白人のイベントだった。でも誰もそんなことは聞きたくなかったんだ」と述べた。しかし、反乱を始めたのがさまざまな人種や性的指向、性自認の人々であったことは、当時の報道や写真、また目撃証言から明らかになっている。